# Coppa centroamericana
La Coppa centroamericana (in spagnolo Copa Centroamericana de UNCAF) è stata una competizione calcistica alla quale partecipavano le sette squadre nazionali dei Paesi dell'America centrale aderenti all'UNCAF: Belize, Costa Rica, El Salvador, Guatemala, Honduras, Nicaragua e Panama. Il torneo, che si è tenuto ogni due anni a partire dal 1991 fino al 2017, è valso anche come qualificazione per la CONCACAF Gold Cup.
Dall'edizione del 1991 fino a quella del 2009 la competizione aveva il nome di Coppa delle nazioni UNCAF (in spagnolo Copa de Naciones de UNCAF, in inglese UNCAF Nations Cup) .
Questa competizione si è conclusa con l'edizione del 2017, lasciando spazio alla nascente CONCACAF Nations League.

## Albo d'oro
| Vittorie | Nazione    | Anno/i                                         |
| -------- | ---------- | ---------------------------------------------- |
| 8        | Costa Rica | 1991, 1997, 1999, 2003, 2005, 2007, 2013, 2014 |
| 4        | Honduras   | 1993, 1995, 2011, 2017                         |
| 1        | Guatemala  | 2001                                           |
| 1        | Panama     | 2009                                           |

## Edizioni
| Anno                  | Paese ospitante |                   | Classifica finale | Classifica finale    | Classifica finale    | Classifica finale | Classifica finale | Classifica finale         | Classifica finale         | Classifica finale         | Classifica finale         | Classifica finale         | Classifica finale         | Classifica finale         |
| Anno                  | Paese ospitante | Campione          | Campione          | Campione             | 2º posto             | 2º posto          | 2º posto          | 3º posto                  | 3º posto                  | 3º posto                  | 4º posto                  | 4º posto                  | 4º posto                  |                           |
| 1991 Dettagli         | Costa Rica      | Costa Rica        | Costa Rica        | Costa Rica           | Honduras             | Honduras          | Honduras          | Guatemala                 | Guatemala                 | Guatemala                 | El Salvador               | El Salvador               | El Salvador               |                           |
| 1993 Dettagli         | Honduras        | Honduras          | Honduras          | Honduras             | Costa Rica           | Costa Rica        | Costa Rica        | El Salvador               | El Salvador               | El Salvador               | Panama                    | Panama                    | Panama                    |                           |
| Anno                  | Paese ospitante | Finale            | Finale            | Finale               | Finale               | Finale            | Finale            | Finale per il terzo posto | Finale per il terzo posto | Finale per il terzo posto | Finale per il terzo posto | Finale per il terzo posto | Finale per il terzo posto |                           |
| Anno                  | Paese ospitante | Campione          | Campione          | Risultato            | Risultato            | 2º posto          | 2º posto          | 3º posto                  | 3º posto                  | Risultato                 | Risultato                 | 4º posto                  | 4º posto                  |                           |
| 1995 Dettagli         | El Salvador     | Honduras          | Honduras          | 3 - 0                | 3 - 0                | Guatemala         | Guatemala         | El Salvador               | El Salvador               | 2 - 1                     | 2 - 1                     | Costa Rica                | Costa Rica                |                           |
| Anno                  | Paese ospitante | Classifica finale | Classifica finale | Classifica finale    | Classifica finale    | Classifica finale | Classifica finale | Classifica finale         | Classifica finale         | Classifica finale         | Classifica finale         | Classifica finale         | Classifica finale         |                           |
| Anno                  | Paese ospitante | Campione          | Campione          | Campione             | 2º posto             | 2º posto          | 2º posto          | 3º posto                  | 3º posto                  | 3º posto                  | 4º posto                  | 4º posto                  | 4º posto                  |                           |
| 1997 Dettagli         | Guatemala       | Costa Rica        | Costa Rica        | Costa Rica           | Guatemala            | Guatemala         | Guatemala         | El Salvador               | El Salvador               | El Salvador               | Honduras                  | Honduras                  | Honduras                  |                           |
| 1999 Dettagli         | Costa Rica      | Costa Rica        | Costa Rica        | Costa Rica           | Guatemala            | Guatemala         | Guatemala         | Honduras                  | Honduras                  | Honduras                  | El Salvador               | El Salvador               | El Salvador               |                           |
| 2001 Dettagli         | Honduras        | Guatemala         | Guatemala         | Guatemala            | Costa Rica           | Costa Rica        | Costa Rica        | El Salvador               | El Salvador               | El Salvador               | Panama                    | Panama                    | Panama                    |                           |
| 2003 Dettagli         | Panama          | Costa Rica        | Costa Rica        | Costa Rica           | Guatemala            | Guatemala         | Guatemala         | El Salvador               | El Salvador               | El Salvador               | Honduras                  | Honduras                  | Honduras                  |                           |
| Anno                  | Paese ospitante | Finale            | Finale            | Finale               | Finale               | Finale            | Finale            | Finale per il terzo posto | Finale per il terzo posto | Finale per il terzo posto | Finale per il terzo posto | Finale per il terzo posto | Finale per il terzo posto |                           |
| Anno                  | Paese ospitante | Campione          | Campione          | Risultato            | Risultato            | 2º posto          | 2º posto          | 3º posto                  | 3º posto                  | Risultato                 | Risultato                 | 4º posto                  | 4º posto                  |                           |
| 2005 Dettagli         | Guatemala       | Costa Rica        | Costa Rica        | 1 - 1 (7 - 6 d.c.r.) | 1 - 1 (7 - 6 d.c.r.) | Honduras          | Honduras          | Guatemala                 | Guatemala                 | 3 - 0                     | 3 - 0                     | Panama                    | Panama                    |                           |
| 2007 Dettagli         | El Salvador     | Costa Rica        | Costa Rica        | 1 - 1 (4 - 1 d.c.r.) | 1 - 1 (4 - 1 d.c.r.) | Panama            | Panama            | Guatemala                 | Guatemala                 | 1 - 0                     | 1 - 0                     | El Salvador               | El Salvador               |                           |
| 2009 Dettagli         | Honduras        | Panama            | Panama            | 0 - 0 (5 - 3 d.c.r.) | 0 - 0 (5 - 3 d.c.r.) | Costa Rica        | Costa Rica        | Honduras                  | Honduras                  | 2 - 0                     | 2 - 0                     | El Salvador               | El Salvador               |                           |
| Coppa centroamericana |                 |                   |                   |                      |                      |                   |                   |                           |                           |                           |                           |                           |                           |                           |
| Anno                  | Paese ospitante |                   | Finale            | Finale               | Finale               | Finale            | Finale            | Finale                    | Finale per il terzo posto | Finale per il terzo posto | Finale per il terzo posto | Finale per il terzo posto | Finale per il terzo posto | Finale per il terzo posto |
| Anno                  | Paese ospitante | Campione          | Campione          | Risultato            | Risultato            | 2º posto          | 2º posto          | 3º posto                  | 3º posto                  | Risultato                 | Risultato                 | 4º posto                  | 4º posto                  |                           |
| 2011 Dettagli         | Panama          | Honduras          | Honduras          | 2 - 1                | 2 - 1                | Costa Rica        | Costa Rica        | Panama                    | Panama                    | 0 - 0 (5 - 4 d.c.r.)      | 0 - 0 (5 - 4 d.c.r.)      | El Salvador               | El Salvador               |                           |
| 2013 Dettagli         | Costa Rica      | Costa Rica        | Costa Rica        | 1 - 0                | 1 - 0                | Honduras          | Honduras          | El Salvador               | El Salvador               | 1 - 0                     | 1 - 0                     | Belize                    | Belize                    |                           |
| 2014 Dettagli         | Stati Uniti     | Costa Rica        | Costa Rica        | 2 - 1                | 2 - 1                | Guatemala         | Guatemala         | Panama                    | Panama                    | 1 - 0                     | 1 - 0                     | El Salvador               | El Salvador               |                           |
| Anno                  | Paese ospitante | Classifica finale | Classifica finale | Classifica finale    | Classifica finale    | Classifica finale | Classifica finale | Classifica finale         | Classifica finale         | Classifica finale         | Classifica finale         | Classifica finale         | Classifica finale         |                           |
| Anno                  | Paese ospitante | Campione          | Campione          | Campione             | 2º posto             | 2º posto          | 2º posto          | 3º posto                  | 3º posto                  | 3º posto                  | 4º posto                  | 4º posto                  | 4º posto                  |                           |
| 2017 Dettagli         | Costa Rica      | Honduras          | Honduras          | Honduras             | Panama               | Panama            | Panama            | El Salvador               | El Salvador               | El Salvador               | Costa Rica                | Costa Rica                | Costa Rica                |                           |

## Piazzamenti
| Squadra     | 1º | 2º | 3º | 4º |
| Costa Rica  | 8  | 4  | 0  | 2  |
| Honduras    | 4  | 3  | 2  | 2  |
| Guatemala   | 1  | 5  | 3  | 0  |
| Panama      | 1  | 2  | 2  | 3  |
| El Salvador | 0  | 0  | 6  | 7  |
| Belize      | 0  | 0  | 0  | 1  |

## Partecipazioni e prestazioni nelle fasi finali
| Nazionale            | Coppa delle nazioni UNCAF | Coppa delle nazioni UNCAF | Coppa delle nazioni UNCAF | Coppa delle nazioni UNCAF | Coppa delle nazioni UNCAF | Coppa delle nazioni UNCAF | Coppa delle nazioni UNCAF | Coppa delle nazioni UNCAF | Coppa delle nazioni UNCAF | Coppa delle nazioni UNCAF | Coppa centroamericana | Coppa centroamericana | Coppa centroamericana | Coppa centroamericana | Partecip. | Vittorie |
| Nazionale            | 1991                      | 1993                      | 1995                      | 1997                      | 1999                      | 2001                      | 2003                      | 2005                      | 2007                      | 2009                      | 2011                  | 2013                  | 2014                  | 2017                  | Partecip. | Vittorie |
| -------------------- | ------------------------- | ------------------------- | ------------------------- | ------------------------- | ------------------------- | ------------------------- | ------------------------- | ------------------------- | ------------------------- | ------------------------- | --------------------- | --------------------- | --------------------- | --------------------- | --------- | -------- |
| Costa Rica           | 1°                        | 2°                        | 4°                        | 1°                        | 1°                        | 2°                        | 1°                        | 1°                        | 1°                        | 2°                        | 2°                    | 1°                    | 1°                    | 4°                    | 14        | 8        |
| Honduras             | 2°                        | 1°                        | 1°                        | 4°                        | 3°                        | 1T                        | 4°                        | 2°                        | 1T                        | 3°                        | 1°                    | 2°                    | 5°                    | 1°                    | 14        | 4        |
| Guatemala            | 3°                        | -                         | 2°                        | 2°                        | 2°                        | 1°                        | 2°                        | 3°                        | 3°                        | 1T                        | 1T                    | 6°                    | 2°                    | -                     | 12        | 1        |
| Panama               | -                         | 4°                        | 1T                        | 1T                        | -                         | 4°                        | 1T                        | 4°                        | 2°                        | 1°                        | 3°                    | 5°                    | 3°                    | 2°                    | 12        | 1        |
| El Salvador          | 4°                        | 3°                        | 3°                        | 3°                        | 4°                        | 3°                        | 3°                        | 1T                        | 4°                        | 4°                        | 4°                    | 3°                    | 4°                    | 3°                    | 14        | -        |
| Nicaragua            | -                         | -                         | -                         | 1T                        | 1T                        | 1T                        | 1T                        | 1T                        | 1T                        | 1T                        | 1T                    | 7°                    | 6°                    | 5°                    | 11        | -        |
| Belize               | -                         | -                         | 1T                        | -                         | 1T                        | 1T                        | -                         | 1T                        | 1T                        | 1T                        | 1T                    | 4°                    | 7°                    | 6°                    | 10        | -        |
| Squadre partecipanti | 4                         | 4                         | 6                         | 6                         | 6                         | 7                         | 6                         | 7                         | 7                         | 7                         | 7                     | 7                     | 7                     | 6                     | Edizioni  | 14       |

Legenda: 1° = Primo classificato, 2° = Secondo classificato, 3° = Terzo classificato, 4° = Quarto classificato, 5° = Quinto classificato, 6° = Sesto classificato, 7° = Settimo classificato, 1T = Eliminato al primo turno

## Nazioni ospitanti
| Edizioni | Nazione     | Anno/i           |
| -------- | ----------- | ---------------- |
| 3        | Honduras    | 1993, 2001, 2009 |
| 3        | Costa Rica  | 1991, 1999, 2013 |
| 3        | Panama      | 2003, 2011, 2017 |
| 2        | El Salvador | 1995, 2007       |
| 2        | Guatemala   | 1997, 2005       |
| 1        | Stati Uniti | 2014             |

## Esordienti
| Anno             | Paese ospitante  | Nazionali esordienti                         |
| 1991             | Costa Rica       | Costa Rica, El Salvador, Guatemala, Honduras |
| 1993             | Honduras         | Panama                                       |
| 1995             | El Salvador      | Belize                                       |
| 1997             | Guatemala        | Nicaragua                                    |
| Dal 1999 al 2017 | Dal 1999 al 2017 | Nessuna squadra esordiente                   |